# Rebecca Patricia Armstrong
Rebecca Patricia Armstrong (Thai: รีเบคก้า แพทรีเซีย อาร์มสตรอง; 5 de dezembro de 2002), mais conhecida como Becky, é uma atriz, modelo e cantora tailandesa de ascendência britânica, que se tornou conhecida por protagonizar as séries Gap: The Series e The Loyal Pin.
Becky começou sua carreira de atriz com as séries TharnType 2: 7 Years of Love e Secret Crush on You. Ela recebeu maior reconhecimento ao estrelar o drama Gap: The Series e o filme de comédia romântica Long Live Love!.

## Biografia
Becky nasceu em 5 de dezembro de 2002 em Bangkok, capital da Tailândia. Sua mãe é tailandesa e seu pai é britânico, por isso também é fluente em Inglês. Ela tem um irmão mais velho chamando Richie Armstrong.
Devido à natureza dos empregos de seus pais, a atriz e sua família frequentemente se mudavam de país para país, resultando em ela passar boa parte de sua infância no exterior, em países como Austrália. Posteriormente, ela se mudou para a Nova Zelândia, frequentando várias escolas lá. Em seu último ano do ensino médio, Becky optou por estudar Negócios, História, Inglês e Teatro. Armstrong está atualmente cursando Direito com Criminologia e Psicologia na Universidade de Essex.

## Carreira
A carreira de atriz de Armstrong começou em 2020, quando ela interpretou "Thanya", um papel coadjuvante em TharnType 2: 7 Years of Love, uma sequência da série de sucesso TharnType: The Series. Sua participação no elenco foi anunciada em maio de 2020 via Twitter. A série estreou em novembro do mesmo ano e isso abriu o caminho para ela assinar com a agência de talentos Idol Factory em 2021.
No início de 2022, Armstrong desempenhou o papel coadjuvante de "Fon" na séries Secret Crush on You. Já no final de 2022, Armstrong desempenhou seu primeiro papel principal como "Mon" na primeira série do gênero tailandês Girls' Love, Gap: The Series. Graças a este papel, ganhou fama internacional e vários prêmios ao lado de sua parceira na tela Freen Sarocha, elas ficaram conhecidas mundialmente como o fenômeno shipper "FreenBecky".
Armstrong interpretou "Namo" no longa Long Live Love, uma comédia romântica disponibilizada na Netflix sobre uma família desfeita que estreou em junho de 2023, estrelada por Sunny Suwanmethanont e Araya A. Hargate. O filme arrecadou mais de 100 milhões de baht e é um dos filmes tailandeses de maior bilheteria de 2023. O filme foi exibido em vários países, incluindo os Estados Unidos e Brasil. O longa foi lançado globalmente na Netflix em outubro de 2023.
Em 2024, ela estrelou o filme de romance e ficção científica intitulado Uranus 2324, o filme que também está disponibilizado na Netflix conta sobre o romance multiverso entre Kath, uma mergulhadora e Lin, uma astronauta. Neste mesmo ano, ela protagonizou The Loyal Pin ao lado de Freen Sarocha. uma série de televisão tailandesa de drama histórico, comédia romântica e melodrama. A série se passa na década de 1950 e segue a relação entre a princesa Anilaphat (Anin) e Lady Pilantita (Pin), começando na infância até a descoberta e florescer de seus sentimentos. Adaptado por MonMaw (ม่อนแมว) do romance de mesmo nome, é dirigido por Kittisak Cheewasatjasakun e produzido pela IdolFactory.
Parcerias com grandes marcas
Além das telas, Armstrong teve destaque ao fazer importantes parcerias com grandes marcas. Em outubro de 2024, ela foi convidada para ver a coleção Primavera/Verão 2025 da Chanel, seguida pelo desfile Métiers D’Art 2024/2025 em Hangzhou, China. Ela também fez sua primeira viagem “Beauty Coast” com a marca para Cingapura em maio do ano anterior, uma ocasião que incluiu entrevistar Olivier Polge, o perfumista da marca, para o The Standard Pop. Rebecca também compareceu a eventos exclusivos como o Chanel Summer em Bangkok e estampou as capas de grandes revistas como ELLE Thailand e Harper’s Bazaar Thailand. Também em 2024, Rebecca fez o seu debut no tapete vermelho do Festival de Canes.
Já em 2025, em sua participação na Paris Fashion Week em março, a Chanel nomeou Rebecca Armstrong uma de suas embaixadoras oficiais, solidificando ainda mais seu status como um dos ícones em ascensão da marca. Becky também foi nomeada como amiga da marca L'Oréal Paris Makeup com a campanha L'Oréal Paris Infallible Pro-Cover Cushion. A partir disso, ela foi convidada pela marca para estar novamente presente no Festival de Canes, momento oportuno para divulgação de sua nova série Cranium: The Series, também protagonizada ao lado de Freen Sarocha.

## Filmografia

### Televisão
| Ano       | Título                          | Personagem                      | Papel            |
| --------- | ------------------------------- | ------------------------------- | ---------------- |
| 2020      | TharnType 2: 7 Years of Love    | Thanya                          | Recorrente       |
| 2022      | Secret Crush on You             | Fon                             | Recorrente       |
| 2022–2023 | Gap: The Series                 | Kornkamon Phetpailin (Mon)      | Papel principal  |
| 2024      | The Loyal Pin                   | Anilaphat Sawettawarit (Anil)   | Papel principal  |
| 2025      | Graveyard Horror (4 Cemiteries) | P'Pun                           | Elenco principal |
| 2025      | 4 Elements Overture (The Air)   | Princesa Catherine Blew / Elena | Papel principal  |
| 2026      | Cranium: The Series             | Bussaya Methin (Bua)            | Papel principal  |

### Filmes
| Ano  | Título                                 | Papel                  | Notas            |
| ---- | -------------------------------------- | ---------------------- | ---------------- |
| 2023 | Retratos de um amor (Long, live, love) | Namo                   | Elenco principal |
| 2023 | No Worries                             | Ela mesma              | Curta-metragem   |
| 2024 | Uranus 2324                            | Kathriya Raywat (Kath) | Papel principal  |

### Videoclipes
| Ano  | Título                           | Artista                                                                       | Notas                                                              | Referência |
| ---- | -------------------------------- | ----------------------------------------------------------------------------- | ------------------------------------------------------------------ | ---------- |
| 2022 | "Pink Theory" (ทฤษฎีรักนี้สีชมพู)      | with Sarocha Chankimha                                                        | De Gap: The Series OST                                             |            |
| 2022 | "Marry Me" - FreenBecky          | with Sarocha Chankimha                                                        | De Gap: The Series OST                                             |            |
| 2023 | "แอบรักไม่ทำให้ใครตาย (NO WORRIES)" | LYKN                                                                          |                                                                    |            |
| 2023 | "ดาวหางฮัลเลย์ (Halley's Comet)"   | with TEE JETS (พิพิธพล พุกกะณะสุต)                                                | Cover song (Original by fellow fellow)                             |            |
| 2023 | "No More Blues" - FreenBecky     | with Sarocha Chankimha                                                        | De Gap: The Series OST                                             |            |
| 2024 | "Rule Your Own Pink"             | by Becky                                                                      | collaboration with Maybelline Thailand                             |            |
| 2024 | "มองหน้ากันไม่ติด (Awkward)"         | โอ๊ต ปราโมทย์ FEAT. MAIYARAP                                                    | with Sarocha Chankimha                                             |            |
| 2024 | "Give Me Your Forever"           | with Sarocha Chankimha                                                        | Cover song (Original by Zack Tabudlo)                              |            |
| 2024 | "Cheevee (ชีวี)"                   | with Sarocha Chankimha                                                        | De The Loyal Pin OST                                               |            |
| 2024 | "Dancing Queen"                  | Jackie Jackrin                                                                |                                                                    |            |
| 2025 | "Ride or Die"                    | Jeff Satur                                                                    |                                                                    |            |
| 2025 | "A Whole New World"              |                                                                               | Cover song (Original Song: A Whole New World by ZAYN, Zhavia Ward) |            |
| 2025 | "Until That Day" - FreenBecky    | with Sarocha Chankimha                                                        | Episódio final de The Loyal Pin                                    |            |
| 2025 | "WILDFLOWER"                     | by Becky                                                                      | Cover song (Original Song: WILDFLOWER by Billie Eilish)            |            |
| 2025 | "Pantone"                        | by Becky                                                                      |                                                                    |            |
| 2025 | "เธอ"                            | with Looknam Orntara Poolsak (Nam) and Ploy Rawintera Phanpatthana (Ploynoii) | Cover song (Original Song: เธอ by COCKTAIL)                        |            |
| 2025 | "โคตรพิเศษ" - FreenBecky          | with Sarocha Chankimha                                                        | Cover song (Original Song: โคตรพิเศษ by Billkin)                    |            |
| 2025 | "ละลาย" - FreenBecky             | with Sarocha Chankimha                                                        | Cover song (Original Song: ละลาย by Four-Mod)                      |            |

| Associação                                                         | Ano  | Categoria                                                                              | Trabalho                               | Resultado | Referência |
| ------------------------------------------------------------------ | ---- | -------------------------------------------------------------------------------------- | -------------------------------------- | --------- | ---------- |
| 32nd Suphannahong National Film Awards or the National Film Awards | 2024 | Melhor Atriz em Papel de Suporte                                                       | Retratos de um amor (Long Live Love)   | Nomeada   |            |
| 36th Global Film and Television Huading Awards                     | 2023 | Atriz Global Mais Popular em uma série de TV                                           | Gap: The Series                        | Nomeada   | [ 20 ]     |
| BreakTudo Awards                                                   | 2023 | Shipp de Ficção (Fictional Ship)                                                       | MonSam Gap: The Series                 | Venceu    |            |
| BreakTudo Awards                                                   | 2024 | Fandom Internacional do Ano                                                            | "FreenBecky"                           | Venceu    |            |
| BreakTudo Awards                                                   | 2024 | Fiction Ship                                                                           | AnilPin from The Loyal Pin             | Venceu    |            |
| Bangkok Pride Awards 2025                                          | 2025 | Pride Popular of Series / Drama                                                        | The Loyal Pin                          | Nomeada   |            |
| Bangkok Pride Awards 2025                                          | 2025 | Pride Popular of Sapphic Series Star                                                   | "FreenBecky"                           | Nomeada   |            |
| Feed Y Capital Awards                                              | 2023 | Ator Mais Popular                                                                      |                                        | Venceu    |            |
| Feed Y Capital Awards                                              | 2023 | Casal Mais Popular                                                                     | com Sarocha Chankimha                  | Venceu    |            |
| Feed Y Capital Awards                                              | 2024 | Casal Mais Popular                                                                     | com Sarocha Chankimha                  | Venceu    |            |
| GQ Men of The Year (Thailand)                                      | 2024 | Nation's Trending Stars                                                                | com Sarocha Chankimha                  | Venceu    |            |
| HOWE Awards                                                        | 2023 | Prêmio de Melhor Casal                                                                 | com Sarocha Chankimha                  | Venceu    |            |
| HOWE Awards                                                        | 2023 | Série Mais Quente                                                                      | Gap: The Series                        | Venceu    |            |
| Idol Star Thai Awards                                              | 2025 | Melhor Série com temática GL                                                           | The Loyal Pin                          | Venceu    |            |
| Idol Star Thai Awards                                              | 2025 | Melhor casal de GL (ficção)                                                            | com Sarocha Chankimha                  | Venceu    |            |
| Idol Star Thai Awards                                              | 2025 | Melhor filme LGBTQ+                                                                    | Uranus 2324                            | Venceu    |            |
| Japan Expo Thailand Award                                          | 2024 | Japan Expo Actors Award                                                                | com Sarocha Chankimha                  | Venceu    |            |
| Kazz Awards                                                        | 2023 | Prêmio de Maiores Jovens de 2022 (feminino)                                            |                                        | 2º lugar  | [ 21 ]     |
| Kazz Awards                                                        | 2023 | Série do Ano                                                                           | Gap: The Series                        | Venceu    | [ 22 ]     |
| Kazz Awards                                                        | 2023 | Estrela em Ascenção do Ano (feminina)                                                  |                                        | Venceu    | [ 21 ]     |
| Kazz Awards                                                        | 2023 | Casal do Ano                                                                           | com Sarocha Chankimha                  | Venceu    | [ 21 ]     |
| Kazz Awards                                                        | 2024 | Prêmio de Adolescente Feminina Popular                                                 |                                        | Venceu    |            |
| Kazz Awards                                                        | 2024 | Casal do Ano                                                                           | com Sarocha Chankimha                  | Venceu    |            |
| Kazz Awards                                                        | 2025 | Série do Ano                                                                           | The Loyal Pin                          | Venceu    |            |
| Kazz Awards                                                        | 2025 | A Melhor Atriz do Ano                                                                  |                                        | Venceu    |            |
| Kazz Awards                                                        | 2025 | Casal do Ano                                                                           | com Sarocha Chankimha                  | Venceu    |            |
| Kom Chad Luek Awards (คมชัดลึก อวอร์ด)                                | 2024 | ดาวรุ่งยอดเยี่ยม Melhor Estrela em Ascenção                                                |                                        | Nomeada   |            |
| Kom Chad Luek Awards (คมชัดลึก อวอร์ด)                                | 2024 | สาขาคู่จิ้นยอดนิยม Voto Popular: Casal do Ano                                               | com Sarocha Chankimha                  | Venceu    |            |
| Kom Chad Luek Awards (คมชัดลึก อวอร์ด)                                | 2025 | Casal Yuri Popular do Ano                                                              | com Sarocha Chankimha                  | Venceu    |            |
| Kom Chad Luek Awards (คมชัดลึก อวอร์ด)                                | 2025 | Atriz Popular                                                                          |                                        | Nomeada   |            |
| Maya TV Awards                                                     | 2023 | Música do Ano                                                                          | "Pink Theory"                          | Nomeada   | [ 23 ]     |
| Maya TV Awards                                                     | 2023 | Série do Ano                                                                           | Gap: The Series                        | Nomeada   | [ 23 ]     |
| Maya TV Awards                                                     | 2023 | Estrela Feminina em Ascensão do Ano                                                    |                                        | Nomeada   | [ 23 ]     |
| Maya TV Awards                                                     | 2023 | Casal do Ano                                                                           | com Sarocha Chankimha                  | Venceu    | [ 23 ]     |
| Maya TV Awards                                                     | 2024 | Casal do Ano                                                                           | com Sarocha Chankimha                  | Venceu    |            |
| Mellow POP TOP VIRAL CHART                                         | 2023 | TOP VIRAL IDOL CHART de Março                                                          | Gap: The Series                        | Venceu    |            |
| Mint Awards 2024                                                   | 2024 | Melhor Cover Digital do Ano                                                            | com Sarocha Chankimha                  | Venceu    |            |
| Nine Entertain Awards                                              | 2023 | People's Choice                                                                        | Gap: The Series                        | Venceu    | [ 24 ]     |
| Nine Entertain Awards                                              | 2024 | Casal do Ano                                                                           | com Sarocha Chankimha                  | Venceu    |            |
| Nine Entertain Awards                                              | 2025 | Casal do Ano                                                                           | com Sarocha Chankimha                  | Venceu    |            |
| Sanook Top of the Year Awards                                      | 2024 | Prêmio de Melhor Casal                                                                 | com Sarocha Chankimha                  | Venceu    |            |
| Sanook Top of the Year Awards                                      | 2024 | Melhor Filme Tailandês do Ano                                                          | Long Live Love!                        | Venceu    |            |
| Sanook Top of the Year Awards                                      | 2024 | Melhor Série do Ano                                                                    | Gap: The Series                        | Venceu    |            |
| Sanook Top of the Year Awards                                      | 2025 | Melhor Série do Ano                                                                    | The Loyal Pin                          | Venceu    |            |
| Sanook Top of the Year Awards                                      | 2025 | Casal Mais Popular                                                                     | com Sarocha Chankimha                  | Venceu    |            |
| SEC Awards (Brasil)                                                | 2023 | Casal Favorito em Série                                                                | Gap: The Series (comSarocha Chankimha) | Venceu    | [ 25 ]     |
| SEC Awards (Brasil)                                                | 2023 | Melhor Série Asiática                                                                  | Gap: The Series                        | Venceu    |            |
| Superstar Maya Awards                                              | 2023 | รางวัล SUPERSTAR หญิง แห่งปี (Female)                                                      |                                        | Venceu    |            |
| Superstar Maya Awards                                              | 2023 | Superstar Maya Casal Idol                                                              | com Sarocha Chankimha                  | Venceu    |            |
| SUPERSTAR IDOL AWARDS                                              | 2025 | BEST [Y] ORIGINAL SOUNDTRACK                                                           | "Cheevee" (ชีวี)                         | Venceu    |            |
| Thai Update Awards                                                 | 2023 | Estrela Jovem Mais Favorita                                                            |                                        | Venceu    |            |
| Thai Update Awards                                                 | 2023 | A Melhor Série de TB                                                                   | Gap: The Series                        | Venceu    |            |
| Thai Update Awards                                                 | 2025 | Melhor Série do Ano                                                                    | The Loyal Pin                          | 2º lugar  |            |
| Thailand Headlines Person of the Year Awards                       | 2024 | Prêmio Casal Mais Popular em Tela do Ano                                               | com Sarocha Chankimha                  | Venceu    |            |
| Thailand Social Awards                                             | 2025 | Série de melhor performance de conteúdo em mídias sociais                              | The Loyal Pin                          | Venceu    |            |
| Thailand Social Awards                                             | 2025 | Top 5 filmes de melhor performance de conteúdo em mídias sociais                       | Uranus 2324                            | Venceu    |            |
| Thailand Social Awards                                             | 2025 | Top 5 atores e atrizes com melhor performance de criador de conteúdo em mídias sociais | "FreenBecky"                           | Venceu    |            |
| TPOP STAGE                                                         | 2024 | OST da Semana                                                                          | "Cheevee" (ชีวี)                         | Venceu    |            |
| Y Universe Awards                                                  | 2023 | สาขา Melhor OST de Séries                                                              | "Pink Theory"                          | Venceu    |            |
| Y Universe Awards                                                  | 2023 | สาขา O melhor Casal                                                                    | com Sarocha Chankimha                  | Venceu    |            |
| Y Universe Awards                                                  | 2023 | สาขา Estrela em Ascenção                                                               |                                        | Venceu    |            |
| Y Ent Awards                                                       | 2024 | Princess of Girls' Love                                                                |                                        | Nomeada   |            |
| Y Ent Awards                                                       | 2024 | Y Couple of the Year                                                                   | com Sarocha Chankimha                  | Venceu    |            |